# Fritz Hahn (Mediziner)
Fritz Hahn (* 13. Februar 1907 in Königstein im Taunus; † 19. Mai 1982 in Wittnau bei Freiburg im Breisgau) war ein deutscher Arzt und Pharmakologe.

## Leben
Dem Medizinstudium in Frankfurt am Main und Innsbruck und der Promotion zum Dr. med. in Frankfurt 1931 folgten prägende Jahre bei Hans Sachs am Institut für Immunitäts- und Serumforschung der Ruprecht-Karls-Universität Heidelberg. Von 1936 bis 1939 arbeitete Hahn an dem von Josef Schüller geleiteten Pharmakologischen Institut der Universität zu Köln, wo er sich 1939 mit einer Arbeit über das Herzglykosid Digitoxin habilitierte.
Von 1940 bis 1946 leitete Hahn kommissarisch das Pharmakologische Institut der Medizinischen Akademie in Düsseldorf, der Vorläuferin der Heinrich-Heine-Universität Düsseldorf. Dort blieb er auch unter den Lehrstuhlinhabern Ludwig Heilmeyer (1945–1946) und Hellmut Weese (1946–1950), um 1951 selbst den Lehrstuhl zu übernehmen. Im Amtsjahr 1959/1960 war er Rektor der Medizinischen Akademie. 1960 folgte er einem Ruf auf den Lehrstuhl für Pharmakologie der Albert-Ludwigs-Universität Freiburg als Nachfolger von Sigurd Janssen. Von 1960 bis 1967 leitete er zusätzlich kommissarisch das Freiburger Institut für Geschichte der Medizin. „Sein großer Einsatz hat in schwieriger Zeit nicht nur den Erhalt des Instituts garantiert, sondern auch den Weg zur endgültigen Einrichtung eines ordentlichen Lehrstuhls gebahnt.“ 1972 emeritiert, starb Hahn 1982 in seinem Wohnort Wittnau am Hang des Schönbergs.

## Forschung
Die Jahre bei Hans Sachs formten in Hahn ein lebenslanges Interesse an allergischen Reaktionen. In Düsseldorf zeigte er mit seinen Mitarbeitern zunächst in vitro, dass die Anaphylatoxine, die bei Inkubation von Blutserum mit Antigen-Antikörper-Komplexen entstehen, aus Zellen Histamin freisetzen. In Freiburg gelang gemeinsam mit seinem Sohn Helmut, mit Hubert Giertz und Wolfgang Schmutzler der Nachweis einer Histaminfreisetzung auch in vivo, an lebenden Versuchstieren.
Hahn hat die Histaminfreisetzung durch Dextrane und Polyvinylpyrrolidon entdeckt, die damals als Plasmaersatzmittel viel gebraucht wurden. Er hat dies Forschungsgebiet im Handbuch der experimentellen Pharmakologie zusammengefasst.
Ein zweites Forschungsgebiet, die Pharmakologie der „Analeptika“, schloss Hahn im Jahr des Wechsels nach Freiburg mit einem Übersichtsartikel weitgehend ab. Der Artikel beginnt: „The term ‚analeptic‘ usually refers to a drug able to restore depressed medullary and other functions of the central nervous system.“ Man zählte dazu Stoffe wie Pentetrazol, Picrotoxin, Nikethamid und das chemisch den Barbituraten ähnliche Bemegrid und erhoffte sich von ihnen eine Wiederherstellung der Atmung bei Vergiftung mit Schlafmitteln. Es gelingt aber kaum, die zentrale Atemlähmung zu beseitigen, ohne gleichzeitig Krämpfe auszulösen. Diese gefährliche Antidot-Therapie ist heute verlassen, die Stoffgruppe ist obsolet.
Zu Hahns Zeit erforschten Otto Heidenreich und Georges Michael Füllgraff in Freiburg die Wirkungen von Diuretika, darunter dem Schleifendiuretikum Etozolin, das für einige Zeit als Elkapin im Handel war. Hans Joachim Meyer und Rolf Kretzschmar erforschten die Wirkungen der später ihrer Lebertoxität wegen umstrittenen Kava-Präparate. Sie erkannten die Kavapyrone als die Träger der schlaffördernden, antikonvulsiven, muskelrelaxierenden und anxiolytischen Wirkung. Kretzschmar vermutete neben einer Hemmung spannungsaktivierter Natriumkanäle eine Beeinflussung von GABA-Rezeptoren als Wirkmechanismus.

## Schüler
In Düsseldorf habilitierten sich bei Hahn Hubert Giertz und Anton Oberdorf, in Freiburg Hans Joachim Meyer, Wolfgang Schmutzler, Georges Michael Fülgraff, Walter Bernauer und Rolf Kretzschmar. Otto Heidenreich hatte sich schon unter Sigurd Janssen in Freiburg habilitiert. Hubert Giertz, Anton Oberdorf und Rolf Kretzschmar leiteten später pharmakologische Forschungsabteilungen in der pharmazeutischen Industrie. Otto Heidenreich hatte von 1960 bis 1990 den Lehrstuhl für Pharmakologe und Toxikologie der RWTH Aachen inne. Georges Michael Fülgraff war von 1974 bis 1980 Präsident des Bundesgesundheitsamtes in Berlin und von 1980 bis 1982 Staatssekretär im Bundesministerium für Jugend, Familie und Gesundheit. Wolfgang Schmutzler wurde Professor für Pharmakologie in Aachen, Walter Bernauer in Freiburg im Breisgau.

## Würdigungen
Seine Schüler berichten von Hahn als einem liberalen Mann, der bildende Kunst liebte und – auch mit Honoraren der pharmazeutischen Industrie – sammelte. Eine rezidivierende affektive Störung machte das Miteinander im Institut manchmal schwierig. Gerhard Schultze-Werninghaus, ehemaliger Präsident der Deutschen Gesellschaft für Allergologie und klinische Immunologie: „Fritz Hahn ist einer der Wegbereiter der Immunpharmakologie. Er hat national und international dieses Gebiet besonders seit 1950 vertreten. Mit der Entdeckung des Immunglobulin E 1967 wurde zwar klar, daß viele pathogenetische Vorstellungen über die Grundlagen allergischer Reaktionen neueren Erkenntnissen nicht standhielten – die Arbeiten von Hahn und Mitarbeitern hatten aber auch darüber hinaus wegweisende Bedeutung, insbesondere bezüglich der Bedeutung der Mediatorfreisetzung bei allergischen Reaktionen, sowie bezüglich der nicht-immunologischen Mechanismen bei ‚Pseudoallergien‘.“
1981 verlieh ihm die Deutsche Gesellschaft für Allergologie und klinische Immunologie die Karl Hansen-Medaille.